# Хлопков Олександр Валерійович
Олександр Валерійович Хлопков (нар. 22 лютого 1968, Москва) — радянський і російський музикант, музичний продюсер, аранжувальник, естрадний співак-вокаліст, клавішник гурту Андрія Литягина «Міраж», лідер і постійний соліст гурту «Маленький принц».

## Біографія
Олександр Валерійович Хлопков народився 22 лютого 1968 року в Москві. Мати працювала інженером, батько був науковим співробітником. Вітчим викладав анатомію в столичному вузі.
До «Міража» Хлопков був учасником в декількох аматорських ансамблях, а пізніше був запрошений в гастрольний гурт «Трамвай "Бажання"», лідером якої був відомий композитор і продюсер Ігор Кисіль. Під час спільних гастролей гурту «Трамвай "Бажання"» і гурту «Міраж» відбулося знайомство, з Андрієм Литягиним.
У травні 1988 року прийняв запрошення Андрія Литягина і почав працювати в складі колективу «Міраж».
Влітку 1988 року, в місті Євпаторія отримав пропозицію від композитора гурту «Міраж» Андрія Литягина записати першу сольну композицію «Я не знаю, навіщо мені ти» і створити новий спільний проект, який пізніше отримав назву «Маленький принц». До 1994 року співак і продюсер працювали разом.
У 1998 році Олександр Хлопков бере участь в гастрольному турі гуртів «Маленький Принц» і «Міраж» з солісткою Катериною Болдишевою в Німеччині. У цей час він знайомиться там зі своєю майбутньою дружиною Поліною, спільно з якою в 1999 році відкриває концертне агентство «Алексіс Entertainment». Співак переїжджає до Німеччини в Баден-Вюртемберг, де згодом і проживає постійно з дружиною і двома дочками.
У 2006 році композитор Андрій Литягин передає всі права на твори гурту «Маленький принц» Олександру Хлопкову, уклавши з ним договір про передачу виключних авторських прав. У 2007 році Олександр знову приймає пропозицію композитора Андрія Литягина і продюсера гурту « Міраж » Сергія Лаврова повернутися в Москву і працювати в спільній концертній програмі з солістками Маргаритою Суханкіною і Наталією Гулькіною.